# Malvastrum guatemalense
Malvastrum guatemalense là một loài thực vật có hoa trong họ Cẩm quỳ. Loài này được Standl. & Steyerm. mô tả khoa học đầu tiên năm 1944.